# Drassyllus baccus
Espèce
Drassyllus baccus est une espèce d'araignées aranéomorphes de la famille des Gnaphosidae.

## Distribution
Cette espèce est endémique du Chihuahua au Mexique,. Elle se rencontre à Batopilas.

## Description
La femelle holotype mesure 6,62 mm.

## Publication originale
- Platnick & Shadab, 1982 : A revision of the American spiders of the genus Drassyllus (Araneae, Gnaphosidae). Bulletin of the American Museum of Natural History, no 173, p. 1-97 (texte intégral).